# Changunarayan
Changunarayan (Nepali चाँगुनारायण) ist eine Stadt (Munizipalität) im Kathmandutal in Nepal und gehört zum Ballungsraum Kathmandu.
Die Stadt liegt im Norden des Distrikts Bhaktapur und grenzt im Süden an die Distrikthauptstadt Bhaktapur. Sie entstand Ende Dezember 2014 durch Zusammenschluss der Village Development Committees (VDCs) Changunarayan, Chhaling, Duwakot und Jhaukhel.
Das Stadtgebiet umfasst 27,9 km².

## Einwohner
Bei der Volkszählung 2011 hatten die VDCs, aus welchen die Stadt Changunarayan entstand, 32.522 Einwohner (davon 16.065 männlich) in 7234 Haushalten.